# ГЕС Аннабрюке
ГЕС Аннабрюке (нім. Annabruecke) — гідроелектростанція на річці Драва у австрійській провінції Каринтія. Найпотужніша серед ГЕС Дравського каскаду Австрії, розташована між електростанціями ГЕС Ферлах-Марія Райн (нім. Ferlach-Maria Rain) (вище по течії) та Едлінг.
Будівництво електростанції розпочалось у 1977 році та завершилось введенням в експлуатацію у 1981-му. Драва була перегороджена водопропускною греблею, при спорудженні якої здійснили земляні роботи в обсязі 4,8 млн м³ та використали 114 тис. м³ бетону. Забезпечений греблею підпір призвів до створення витягнутого у міжгірській котловині водосховища довжиною 14 км (до греблі ГЕС Ferlach) із площею поверхні 3,5 км². Для збільшення його об'єму виконали поглиблювальні роботи обсягом 1,8 млн м³.
У правобережній (південні) частині греблі обладнано три водопропускних шлюзи, а біля лівого берега розміщено машинний зал із двома турбінами типу Каплан, виготовленими компанією Voith. Генератори для ГЕС поставлені компанією Elin. У підсумку це забезпечує річне виробництво на рівні 390 млн кВт·год.
Станом на середину 2010-х років планувалось спорудити спеціальні канали для пропуску риби та відновлення природної біосфери річки.